# شهر یا روستای ملی صنایع دستی
شهر ملی صنایع دستی یا روستای ملی صنایع دستی عنوانی است که از سال ۱۳۹۶ از سوی وزارت میراث فرهنگی، گردشگری و صنایع دستی جمهوری اسلامی ایران به برخی از شهرها و روستاهای ایران اعطا می‌شود که دارای پیشینه و سنت قابل توجهی در تولید صنایع دستی و هنرهای بومی هستند.
«شورای راهبردی انتخاب شهرها و روستاهای ملی صنایع دستی کشور» مسئولیت تعیین شهرها و روستاها و اعطای این عنوان است که ریاست آن را معاون صنایع دستی و هنرهای سنتی وزارت میراث فرهنگی، گردشگری و صنایع دستی بر عهده دارد. برای ثبت یک شهر یا روستا در این فهرست، سازمان میراث فرهنگی، گردشگری و صنایع دستی هر استان باید پروندۀ مربوط به یک رشته را به نام یک شهر یا روستا تهیه کرده و به شورا ارائه کند. معیارها و استانداردهای این شورا برای ثبت یک شهر یا روستا رشد تولید، تعداد کارگاه‌ها، استادان فعال در رشتۀ مورد نظر، امکانات توسعه، آموزش و ترویج آن و همچنین قدمت و کیفیت تولید محصول در یک منطقه هستند که در جلسۀ این شورا مورد بررسی قرار می‌گیرند. نتایج جلسۀ شورا می‌باید به‌منظور جمع‌بندی و اعتبارسنجی توسط دستگاه‌های عضو از جمله وزارت کشور، معاونت توسعۀ روستایی سازمان برنامه و بودجه و کارشناسان و مسئولان استانی نیز برسد. در جلسات شورا مقامات استان مربوطه از جمله مسئولان سازمان میراث فرهنگی، گردشگری و صنایع دستی استان و نمایندگان آن در مجلس شورای اسلامی نیز حضور دارند.
هدف از تعیین این عنوان و اعطای آن استفاده از هنر و صنایع دستی، فرهنگ و هنر بومی در توسعۀ اقتصادی و رشد گردشگری و اقتصاد بومی مناطق مختلف ایران است. برندسازی صنایع دستی می‌تواند سبب معرفی یک محصول بومی در سطح ایران و نیز جهان بشود. راه‌اندازی فروشگاه‌های متعدد صنایع دستی و امکان خرید بی‌واسطۀ محصولات در هر منطقه می‌تواند زمینۀ رشد گردشگری آن شهر یا روستا را فراهم کند. به‌طور کلی این عنوان می‌تواند به دیده‌شدن هنر دستی هنرمندان در سطح ملی و بین‌المللی‌، سامان‌دهی تولید و ارتقای کسب و کارها و ایجاد زیرساخت‌ها و بازارهای جدید بینجامد. همچنین دریافت عنوان شهر یا روستای ملی صنایع دستی می‌تواند ثبت شهرها و روستاهای ایران را در شورای جهانی صنایع دستی (WCC) تسهیل و تسریع کند.

## فهرست شهرها یا روستاهای ملی صنایع دستی
| ردیف | سال  | شهر/روستا    | استان              | زمینه                     | نگاره | منبع  |
| ---- | ---- | ------------ | ------------------ | ------------------------- | ----- | ----- |
| ۱    | ۱۴۰۰ | خوی          | آذربایجان غربی     | قالی ریزماهی              |       | [ ۴ ] |
| ۲    | ۱۴۰۰ | اندیکا       | خوزستان            | دستبافته‌های عشایری        |       | [ ۴ ] |
| ۳    | ۱۴۰۰ | رفیع         | خوزستان            | بوریابافی                 |       | [ ۴ ] |
| ۴    | ۱۴۰۰ | شوشتر        | خوزستان            | احرامی‌بافی                |       | [ ۴ ] |
| ۵    | ۱۴۰۰ | کلاته خیج    | سمنان              | دستبافته‌های سنتی          |       | [ ۴ ] |
| ۶    | ۱۴۰۰ | مهدی‌شهر      | سمنان              | سوزن‌دوزی سنگسر            |       | [ ۴ ] |
| ۷    | ۱۴۰۰ | اندج         | قزوین              | گلیم الموت                |       | [ ۴ ] |
| ۸    | ۱۴۰۰ | تفرش         | مرکزی              | تفرشی‌دوزی                 |       | [ ۴ ] |
| ۹    | ۱۴۰۰ | راور         | کرمان              | قالی‌بافی                  |       | [ ۴ ] |
| ۱۰   | ۱۴۰۰ | شهربابک      | کرمان              | تراش فیروزه               |       | [ ۴ ] |
| ۱۱   | ۱۴۰۰ | کرمان        | کرمان              | صنایع دستی                |       | [ ۴ ] |
| ۱۲   | ۱۴۰۰ | قلعه‌گنج      | کرمان              | حصیربافی                  |       | [ ۴ ] |
| ۱۳   | ۱۴۰۰ | داویجان      | همدان              | مرواربافی                 |       | [ ۴ ] |
| ۱۴   | ۱۴۰۰ | اردکان       | یزد                | کاربافی                   |       | [ ۴ ] |
| ۱۵   | ۱۴۰۰ | بافق         | یزد                | حصیربافی                  |       | [ ۴ ] |
| ۱۶   | ۱۳۹۹ | اسکو         | آذربایجان شرقی     | چاپ کلاقه‌ای               |       | [ ۱ ] |
| ۱۷   | ۱۳۹۹ | اهر          | آذربایجان شرقی     | گلیم ورنی                 |       | [ ۱ ] |
| ۱۸   | ۱۳۹۹ | عنبران       | اردبیل             | گلیم                      |       | [ ۱ ] |
| ۱۹   | ۱۳۹۹ | اصلاندوز     | اردبیل             | ورنی دشت مغان             |       | [ ۱ ] |
| ۲۰   | ۱۳۹۶ | شهرضا        | اصفهان             | سفالگری                   |       | [ ۱ ] |
| ۲۱   | ۱۳۹۷ | کاشان        | اصفهان             | نساجی سنتی                |       | [ ۱ ] |
| ۲۲   | ۱۳۹۸ | مهرگرد       | اصفهان             | بافته‌های داری             |       | [ ۱ ] |
| ۲۳   | ۱۳۹۹ | گلپایگان     | اصفهان             | منبت                      |       | [ ۱ ] |
| ۲۴   | ۱۳۹۷ | ایلام        | ایلام              | گلیم نقش‌برجسته            |       | [ ۱ ] |
| ۲۵   | ۱۳۹۸ | بوحیری       | بوشهر              | عبابافی                   |       | [ ۱ ] |
| ۲۶   | ۱۳۹۹ | آب‌پخش        | بوشهر              | حصیربافی                  |       | [ ۱ ] |
| ۲۷   | ۱۳۹۹ | ورامین       | تهران              | آبگینه                    |       | [ ۱ ] |
| ۲۸   | ۱۳۹۷ | شهرکرد       | چهارمحال و بختیاری | نمدمالی                   |       | [ ۱ ] |
| ۲۹   | ۱۳۹۸ | خوسف         | خراسان جنوبی       | مله‌بافی                   |       | [ ۱ ] |
| ۳۰   | ۱۳۹۷ | بسک          | خراسان رضوی        | ابریشم‌کشی                 |       | [ ۱ ] |
| ۳۱   | ۱۳۹۸ | بایگ         | خراسان رضوی        | ابریشم‌کشی                 |       | [ ۱ ] |
| ۳۲   | ۱۳۹۹ | فیروزه       | خراسان رضوی        | تراش سنگ فیروزه           |       | [ ۱ ] |
| ۳۳   | ۱۳۹۷ | بجنورد       | خراسان شمالی       | گلیم سفره‌کُردی             |       | [ ۱ ] |
| ۳۴   | ۱۳۹۸ | اهواز        | خوزستان            | مینای صبی                 |       | [ ۱ ] |
| ۳۵   | ۱۳۹۸ | دزفول        | خوزستان            | کپوبافی                   |       | [ ۱ ] |
| ۳۶   | ۱۳۹۷ | ایرانشهر     | سیستان و بلوچستان  | سوزن‌دوزی بلوچ             |       | [ ۱ ] |
| ۳۷   | ۱۳۹۸ | تنگ سرحه     | سیستان و بلوچستان  | حصیربافی                  |       | [ ۱ ] |
| ۳۸   | ۱۳۹۹ | ادیمی        | سیستان و بلوچستان  | خٌمَک (خامه)دوزی            |       | [ ۱ ] |
| ۳۹   | ۱۳۹۹ | فیروزآباد    | فارس               | دستبافته‌های عشایری        |       | [ ۱ ] |
| ۴۰   | ۱۳۹۹ | قم           | قم                 | انگشترسازی                |       | [ ۱ ] |
| ۴۱   | ۱۳۹۷ | بیدکردوییه   | کرمان              | گلیم چهل‌ماشوله            |       | [ ۱ ] |
| ۴۲   | ۱۳۹۹ | دیوزناو      | کردستان            | ارغوان‌بافی                |       | [ ۱ ] |
| ۴۳   | ۱۳۹۹ | آرمرده       | کردستان            | شال‌بافی                   |       | [ ۱ ] |
| ۴۴   | ۱۳۹۹ | کاکوی سفلی   | کردستان            | گلیم‌بافی                  |       | [ ۱ ] |
| ۴۵   | ۱۳۹۶ | نودشه        | کرمانشاه           | گیوه‌دوزی                  |       | [ ۱ ] |
| ۴۶   | ۱۳۹۷ | فش           | کرمانشاه           | سازسازی سنتی              |       | [ ۱ ] |
| ۴۷   | ۱۳۹۸ | هرسین        | کرمانشاه           | گلیم هرسین                |       | [ ۱ ] |
| ۴۸   | ۱۳۹۹ | دالاهو       | کرمانشاه           | تنبور                     |       | [ ۱ ] |
| ۴۹   | ۱۳۹۹ | گنبد کاووس   | گلستان             | قالی ترکمن                |       | [ ۱ ] |
| ۵۰   | ۱۳۹۹ | زیارت        | گلستان             | جاجیم‌بافی                 |       | [ ۱ ] |
| ۵۱   | ۱۳۹۹ | شاه‌کوه       | گلستان             | سوزن‌دوزی شاه‌کوه (سیک‌دوزی) |       | [ ۱ ] |
| ۵۲   | ۱۳۹۹ | علی‌آباد کتول | گلستان             | رودوزی و نواربافی کتول    |       | [ ۱ ] |
| ۵۳   | ۱۳۹۹ | تنگلی        | گلستان             | سوزن‌دوزی ترکمن            |       | [ ۱ ] |
| ۵۴   | ۱۳۹۹ | سیاه‌رودبار   | گلستان             | صنایع دستی                |       | [ ۱ ] |
| ۵۵   | ۱۳۹۶ | فشتکه        | گیلان              | حصیربافی                  |       | [ ۱ ] |
| ۵۶   | ۱۳۹۹ | رشت          | گیلان              | رشتی‌دوزی (قلاب‌دوزی رشت)   |       | [ ۱ ] |
| ۵۷   | ۱۳۹۹ | ارده         | گیلان              | شال‌بافی                   |       | [ ۱ ] |
| ۵۸   | ۱۳۹۹ | عنبران       | گیلان              | گلیم‌بافی                  |       | [ ۱ ] |
| ۵۹   | ۱۳۹۹ | جیرده        | گیلان              | سفال‌گری سنتی              |       | [ ۱ ] |
| ۶۰   | ۱۳۹۹ | شالما        | گیلان              | چوب‌تراشی                  |       | [ ۱ ] |
| ۶۱   | ۱۳۹۹ | سلیم‌آباد     | مازندران           | سفال‌گری                   |       | [ ۱ ] |
| ۶۲   | ۱۳۹۸ | بروجرد       | لرستان             | ورشوسازی                  |       | [ ۱ ] |
| ۶۳   | ۱۳۹۹ | سمقاور       | مرکزی              | منبت                      |       | [ ۱ ] |
| ۶۴   | ۱۳۹۸ | تویسرکان     | همدان              | منبت گل‌ریز                |       | [ ۱ ] |
| ۶۵   | ۱۳۹۹ | اشترمل       | همدان              | منبت گل‌ریز                |       | [ ۱ ] |
| ۶۶   | ۱۳۹۸ | بندر لنگه    | هرمزگان            | گلابتون‌دوزی               |       | [ ۱ ] |
| ۶۷   | ۱۳۹۹ | یزد          | یزد                | زیورآلات سنتی             |       | [ ۱ ] |
| ۶۸   | ۱۴۰۳ | ممقان        | آذربایجان شرقی     | ممقان‌دوزی                 |       | [ ۵ ] |